# Jōji Ikegami
Jōji Ikegami (japanisch 池上 丈二 Ikegami Jōji; * 6. November 1994 in der Präfektur Kumamoto) ist ein japanischer Fußballspieler.

## Karriere
Ikegami erlernte das Fußballspielen in der Schulmannschaft der Kunimi High School und Aomori Yamada High School und der Universitätsmannschaft der Osaka University of Health and Sport Sciences. Seinen ersten Vertrag unterschrieb er 2017 bei Renofa Yamaguchi FC. Der Verein spielt in der zweithöchsten Liga des Landes, der J2 League.